# Saint-Sauveur-de-Meilhan
Saint-Sauveur-de-Meilhan – miejscowość i gmina we Francji, w regionie Nowa Akwitania, w departamencie Lot i Garonna.
Według danych na rok 1990 gminę zamieszkiwały 284 osoby, a gęstość zaludnienia wynosiła 40 osób/km² (wśród 2290 gmin Akwitanii Saint-Sauveur-de-Meilhan plasuje się na 896. miejscu pod względem liczby ludności, natomiast pod względem powierzchni na miejscu 1273.).